# Symphonie no 11 de Joseph Haydn
Pour les articles homonymes, voir Symphonie no 11.
La Symphonie no 11 en mi bémol majeur Hob. I:11 est une symphonie du compositeur autrichien Joseph Haydn, composée entre 1760 et 1762.

## Analyse de l'œuvre
La symphonie comporte quatre mouvements:
1. Adagio cantabile
2. Allegro
3. Menuet
4. Presto

Durée approximative : 22 minutes.

## Instrumentation
- deux hautbois, un basson, deux cors, cordes, continuo.